# Dusičnan-oxid bismutitý
Dusičnan-oxid bismutitý je anorganická sloučenina s chemickým vzorcem BiONO3, vytváří bezbarvé krystaly tvořící krystalický hydrát nerozpustný ve vodě.

## Výroba
Dusičnan-oxid bismutitý se připravuje zahřátím vodných roztoků dusičnanu bismutitého:
{\displaystyle {\ce {Bi(NO3)3\ +H2O\ \xrightarrow {90^{o}C} \ BiONO3\downarrow +2HNO3}}}

## Vlastnosti

### Fyzikální vlastnosti
Dusičnan-oxid bismutitý tvoří bezbarvé krystaly a vytváří monohydrát BiONO3·H2O.

### Chemické vlastnosti
Při zahřívání se rozkládá:
{\displaystyle {\ce {4BiONO3\ \xrightarrow {400-450^{o}C} \ 2Bi2O3\ +4NO2\uparrow +O2\uparrow }}}

## Využití
Dusičnan-oxid bismutitý se používá (stejně jako jiné sloučeniny bismutu) jako rezervní lék pro žaludeční a střevní vředy. Je také součástí Dragendorffova činidla, které se skládá z dusičnanu-oxidu bismutitého, kyseliny vinné a jodidu draselného.